# Cyclosa camargoi
Cyclosa camargoi là một loài nhện trong họ Araneidae.
Loài này thuộc chi Cyclosa. Cyclosa camargoi được Herbert Walter Levi miêu tả năm 1999.